# Marie Walewska (film)
Ne doit pas être confondu avec Marie Walewska.
Pour plus de détails, voir Fiche technique et Distribution.

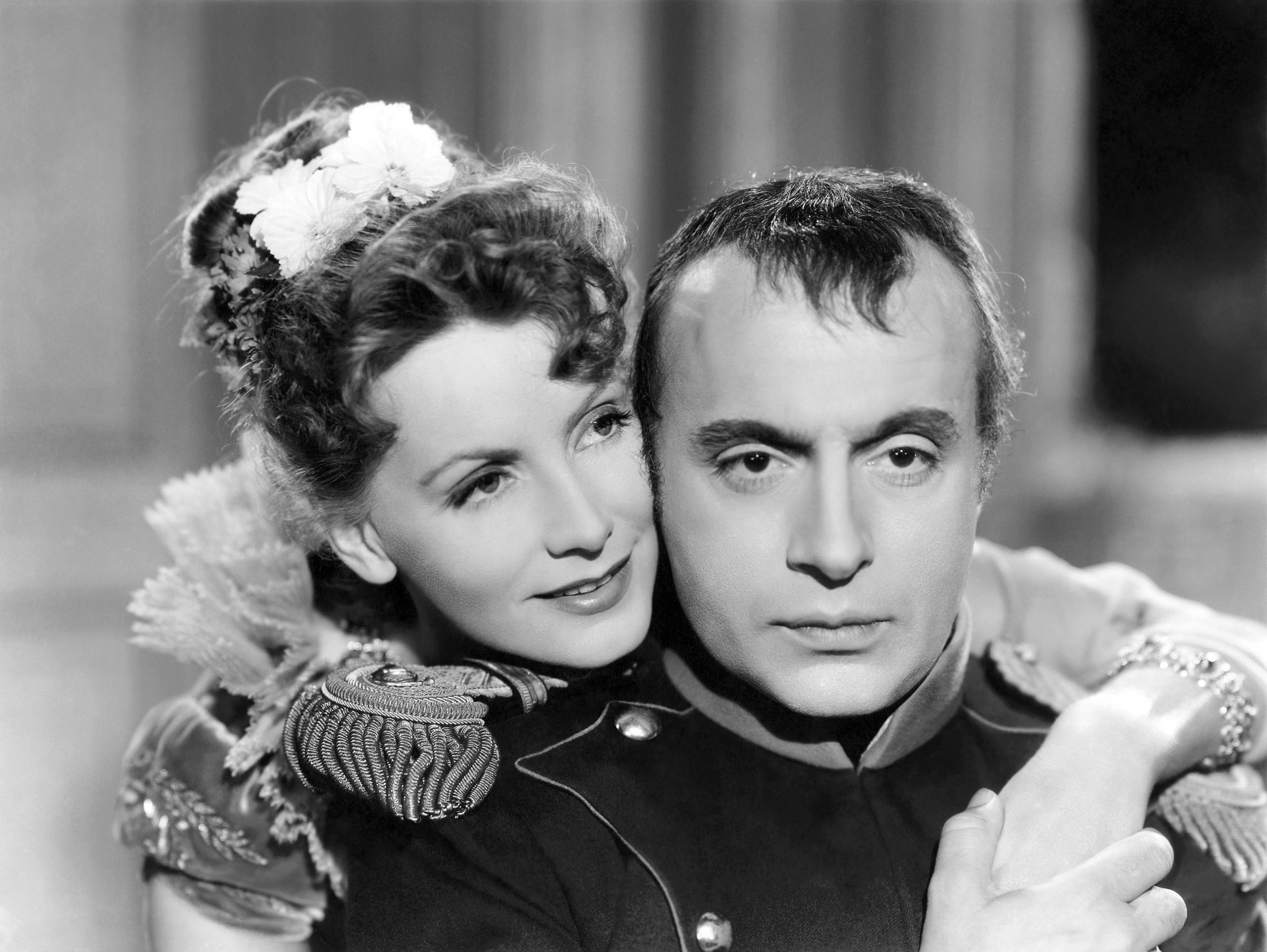
Greta Garbo et Charles Boyer.

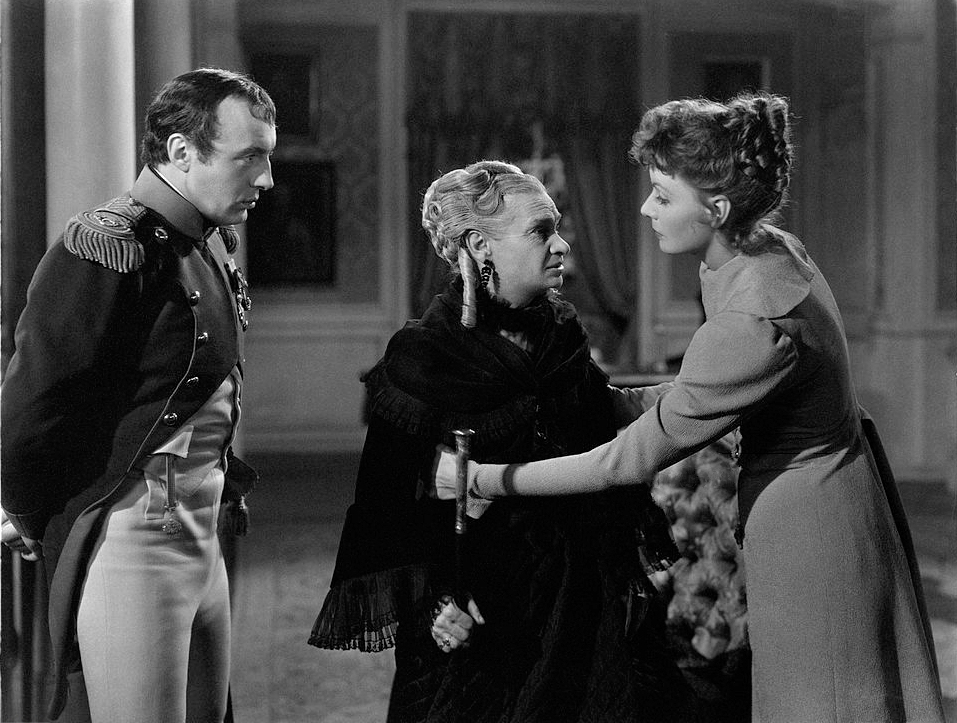
Charles Boyer, Maria Ouspenskaya et Greta Garbo.

Marie Walewska (Conquest) est un film américain de Clarence Brown avec Greta Garbo, sorti en 1937, tourné au château de Finckenstein en Prusse-Occidentale, lieu-même des amours de Napoléon et de la comtesse Walewska.

## Synopsis
Marie Walewska rencontre Napoléon pour que cesse le partage de la Pologne par les Russes, les Prussiens et les Autrichiens. Ils seront amants et auront un enfant ensemble.

## Fiche technique
- Titre original : Conquest
- Titre français : Marie Walewska
- Réalisation : Clarence Brown et Gustav Machatý (non crédité)
- Scénario : S. N. Behrman, Samuel Hoffenstein et Salka Viertel d'après le roman Pani Walewska de Wacław Gąsiorowski et la pièce de Helen Jerome
- Photographie : Karl Freund
- Montage : Tom Held
- Musique : Herbert Stothart
- Direction artistique : Cedric Gibbons et William A. Horning
- Costumes : Adrian
- Producteur : Bernard H. Hyman
- Société de production et de distribution : Metro-Goldwyn-Mayer
- Pays d'origine : États-Unis
- Format : noir et blanc - Son : Mono (Western Electric Sound System)
- Genre : historique
- Durée : 113 minutes
- Dates de sortie :
  - États-Unis : 22 octobre 1937
  - France : 3 mars 1938

## Distribution
- Greta Garbo : Marie Walewska
- Charles Boyer : Napoléon Ier
- Reginald Owen : Talleyrand
- Alan Marshal : Philippe Antoine d'Ornano
- Henry Stephenson : le comte Walewski
- Leif Erickson : lieutenant Paul Lecszinski
- May Whitty : Letizia Bonaparte
- Maria Ouspenskaïa : la comtesse Pelagia Walewska
- C. Henry Gordon : le prince Poniatowski
- Claude Gillingwater : Stéphane
- Vladimir Sokoloff : le soldat mourant

Acteurs non crédités
- Oscar Apfel : Comte Potocka
- Ed Brady : Soldat
- Albert Conti : Comte Wallenstein
- Adia Kuznetzoff : Cossack Lt. Vladek
- George Davis : Grenadier
- Noble Johnson : Roustan
- Henry Kolker : Sénateur Wybitcki
- Ivan Lebedeff : Capitaine cosaque
- Lois Meredith : Comtesse Potocka
- Charles Middleton : Sergent au passage de l'Elbe
- Larry Steers : Aristocrate au bal
- Roland Varno : Staos
- Dorothy Vaughan : une aubergiste
- Robert Warwick : Capitaine Laroux
- George Zucco : Sénateur Malakowski